# Brevicornu occidentale
Brevicornu occidentale är en tvåvingeart som beskrevs av Zaitzev 1988. Brevicornu occidentale ingår i släktet Brevicornu och familjen svampmyggor. Enligt den finländska rödlistan är arten sårbar i Finland. Arten har ej påträffats i Sverige. Artens livsmiljö är naturmoskogar. Inga underarter finns listade i Catalogue of Life.